# Franz Xaver Ehmann
Franz Xaver Ehmann (* 1801 in Zirc; † 30. Jänner 1872 in Wien) war ein österreichischer Stadtbaumeister und Architekt.

## Leben
Franz Ehmann wurde als Sohn des Johann Michael Ehmann (1761–1829) und dessen Ehefrau Elisabeth (geborene Gschwind) in Ungarn geboren, wo der Vater fürstlich Esterházyscher Hofbaumeister war. Nach einer Baumeisterlehre schloss er im Jahre 1821 ein Studium an der Akademie der bildenden Künste Wien an und lebte vermutlich bei seinem Onkel Karl Ehmann, bei dem er im Jahre 1824 als Bauzeichner gemeldet war. Er praktizierte bei Carl Högl und erhielt am 11. Oktober 1830 das Zeugnis über die am 21. Februar 1830 abgelegte Prüfung, wonach er »jedermann auf das Beste empfohlen werden kann«. Ein Jahr später wurde er in die Baumeisterzunft aufgenommen.
Ehmann arbeitete mit seinem Onkel zusammen und als dieser im Jahre 1829 im Alter von 52 Jahren starb, führte er die gut gehende Firma weiter und heiratete dessen langjährige Lebensgefährtin Amalia Ottilie Bisenus (* ca. 1800–1840). Nach ihrem Tod heiratete er im Jahre 1843 Marie Henriette, geborene Langer, (* 1825).
Franz Ehmann starb im Alter von 71 Jahren an Rückenmarkslähmung.

## Bedeutung
Franz Ehmann war einer der Baumeister, die heute in Vergessenheit geraten sind, die aber in ihrer Zeit einen wichtigen Beitrag zum Stadtbild Wiens im Vormärz geleistet haben. Fast alle seine Bauwerke lagen in den zentralen Bezirken Wiens, die von den Kriegshandlungen des Zweiten Weltkrieges besonders betroffen waren, sodass nur wenige davon erhalten sind. Andere wurden zum Teil erheblich verändert, wie etwa ein Wohnhaus aus dem Jahre 1838 im 2. Wiener Gemeindebezirk, das bereits 1863 adaptiert und schließlich im Jahre 2007 von Adolf Krischanitz zum „Novotel Wien City Hotel“ mit Glasfassade und Erweiterung um fünf Stockwerke ausgebaut wurde.
Ehmann konzipierte wie sein Onkel einfache Miethäuser mit genuteten Sockelzonen und geraden Fensterverdachungen. Bei Eckhäusern waren auch die Ecken genutet und bei manchen Gebäuden waren die Fenster nur in die Fassade eingeschnitten. In manchen Fällen verband er das Erdgeschoß mit dem Mezzaningeschoß durch Nutungen zu einem hohen Sockel, wie beim Haus Berggasse 13 aus dem Jahre 1835.

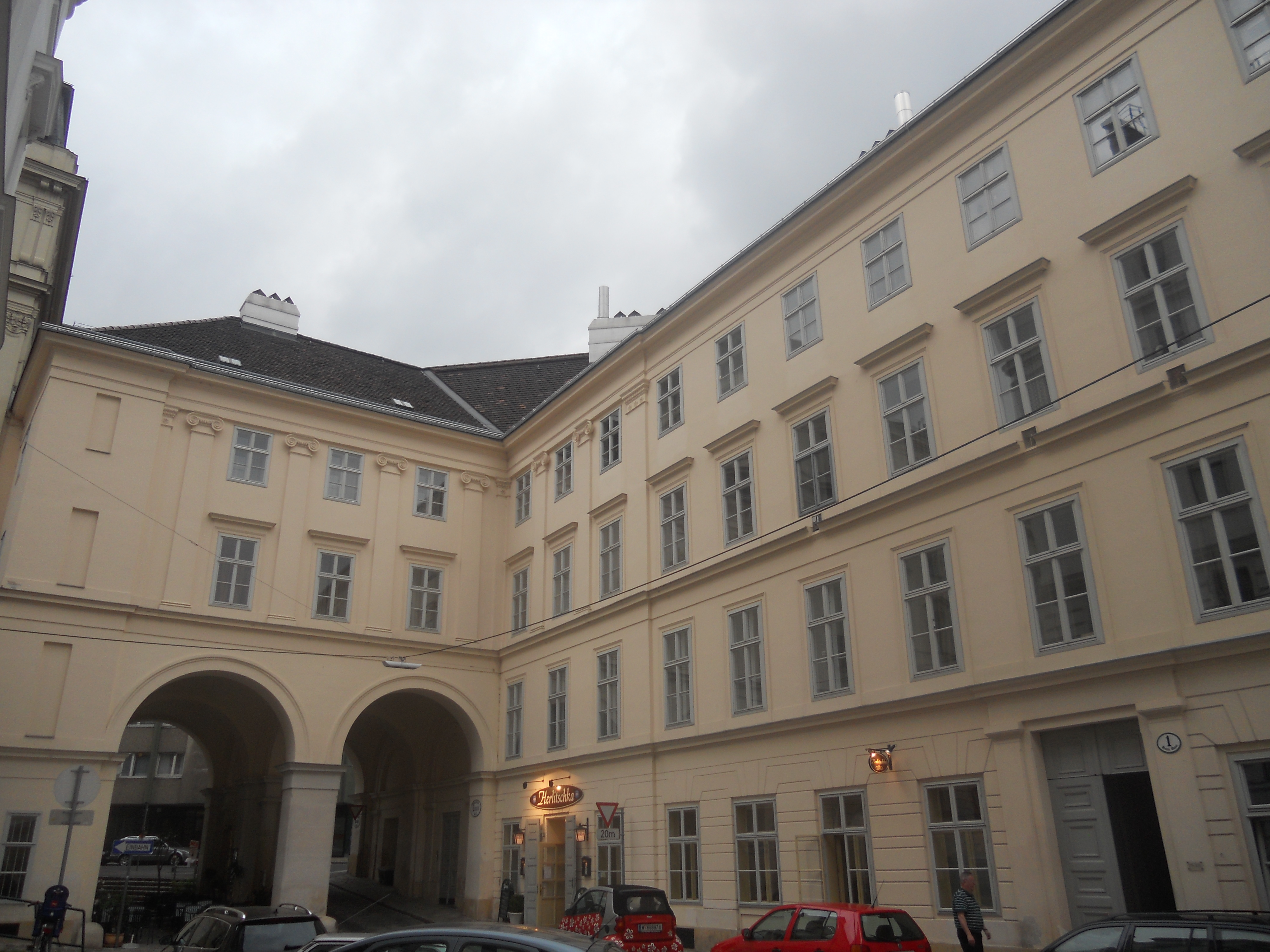
Das „Traunsche Haus“

Den wichtigsten Auftrag erhielt er im Jahre 1837 von Graf Abensperg und Traun mit der Errichtung des Miethauskomplexes „Traunsches Haus“, das unmittelbar an den Zinshauskomplex anschloss, den sein Onkel Karl bereits 1817 erbaut hatte. Dieser Neubau mit seinen 37 Achsen hatte für damalige Verhältnisse ein unvorstellbares Ausmaß. Mit einem weiteren Zubau, den Ehmann einige Jahre später errichtete, wurde die vielhöfige Anlage zu einem der größten vormärzlichen Miethäuser Wiens. Die mächtigen Fassaden sind durch Risalite und Riesenpilaster gegliedert und zeigen damit den Beginn einer Entwicklung, die sich ab der Jahrhundertmitte generell durchsetzte.
Gegen Ende seiner Schaffensperiode zeigte sich Ehmann mit der Ausstattung des Wohnhauses „Dreher“ auf der Höhe seiner Zeit, indem er es mit reicherem Dekor in Formen der Wiener Neorenaissance versah.

## Werke
- 1835: Wohnhaus, Wien 8, Wickenburggasse 26 (nicht erhalten)
- 1835: Miethaus, Wien 9, Berggasse 13
- 1836: Miethaus, Wien 4, Belvederegasse 35 (Fass. nicht original)
- 1837: Miethauskomplex „Traunsches Haus“, Wien 3, Traungasse 1 / Marokkanergasse 5 / Salesianergasse 6
- 1838: Sommerresidenz von Erzherzog Carl, Wien 2, Ferdinandstraße 4 (nicht erhalten)
- 1838: Wohnhaus, Wien 4, Karolinengasse 24 (durch Bomben zerstört)
- 1838: Wohnhaus, Wien 2, Aspernbrückengasse 1 / Praterstraße 20 (2007 von Adolf Krischanitz mit 5-stöckigem Aufbau zu Hotel Novotel Urania ausgebaut)
- 1839: Zinshaus der Witwen- und Waisensocietät der medizin. Fakultät, Wien 3, Salesianergasse 8 / Zaunergasse 11
- 1841: Miethaus, Wien 2, Ferdinandstraße 18
- 1841: ehem. Palais Trauttmansdorff, Wien 1, Herrengasse 21 (Adaption des Innenhofes)
- 1844: Miethaus, Wien 1, Kärntner Straße 29–31 (im Zweiten Weltkrieg zerstört)
- 1844: Miethaus, Wien 2, Afrikanergasse 11
- 1845: Miethaus, Wien 2, Praterstraße 28 (1853 von Jakop Flucher adaptiert)
- 1863: Ehem. Wohnhaus Dreher, Wien 1, Opernring 4 / Operngasse 8 (1945 durch Bomben zerstört)